# Palermo - La notte della moda
Palermo - La notte della moda è stata una serata evento, trasmessa dal Pronao Corinzio della scalinata del Teatro Massimo Vittorio Emanuele in Palermo, dove sfilano alcuni modelli firmati dagli stilisti più noti del panorama internazionale, insieme a volti femminili celebri dello spettacolo.

## Storia
La prima edizione, andata in onda in differita l'8 settembre 2000, viene trasmetta in seconda serata su Canale 5 con la conduzione di Massimo Giletti e la partecipazione straordinaria di Maria Grazia Cucinotta, che sostituisce Valeria Mazza, la quale era stata annunciata come co-conduttrice. Gli stilisti protagonisti della serata sono Fausto Sarli, Renato Balestra, Pino Lancetti, Claude Montana, Egon von Fürstenberg, Anton Giulio Grande, Lorenzo Riva, Marella Ferrera e Danny Wise.
La seconda edizione dell'evento, trasmesso in differita il 9 settembre 2001 su Rete 4 e presentata da Natalia Estrada, vede protagonisti dodici stilisti, sei di fama internazionale e altrettanti siciliani, che presentano le proprie collezioni autunno-inverno 2001/2002. Le 50 modelle professioniste, selezionate tra le più note agenzie di moda, indossano i capi di Renato Balestra, Egon von Fürstenberg, Lorenzo Riva, Marella Ferrera, Grimaldi & Giardina, Anton Giulio Grande e degli stilisti siciliani Roberto Lo Jacono, Beatrice e Piera Ravel, Caterina Splendore, Silvia Tessitore, Daniela Cocco ed Eleonora Giamberduca. Nel corso della serata Federica Moro si occupa dei collegamenti dal backstage.
La terza edizione, che porta in passerella sei stilisti siciliani e cinque nazionali, come Gai Mattiolo e Missoni, è presentata da Valeria Mazza con Emilio Fede e Paolo Calissano. Va in onda il 30 luglio 2002 su Rete 4 e vede la partecipazione di tredici testimonial, tra cui Cartiga e Vanessa Kelly.
Nel corso della quarta edizione, che si tiene il 31 agosto 2003, trenta top model presentano le collezioni autunno-inverno 2003/2004 di Renato Balestra, Fausto Sarli, Raffaella Curiel, Antongiulio Grande, Marella Ferrera ed Alviero Martini. Ad esse si aggiungono le collezioni di sei stilisti siciliani: Caterina Splendore, Roberto Lo Jacono, Sinella e Giacomo Mirto, Daniela Cocco, Silvia Tessitore e Ravel.
La quinta edizione, che va in onda il 10 settembre 2004 in prima serata, vede trenta modelle presentare le collezioni di moda di tre stilisti di fama nazionale, sei stilisti siciliani emergenti e cinque stilisti siciliani esordienti: Marella Ferrera, Antongiulio Grande, Lorenzo Riva, Caterina Splendore, Sinella e Giacomo Mirto, Roberto Lo Jacono, Daniela Cocco, Beatrice Ravel, Silvia Tessitore, Sara Arena, Veronica Bauso, Giovanni Cannistra, Koscanyo e Giovanna Campisi. I presentatori della serata sono Sasà Salvaggio ed Emanuela Folliero con Alfonso Signorini e Giampiero Mughini, che racconteranno i gossip della manifestazione, mentre ospite d'onore è Costantino Vitagliano. La regia è di Maurizio Pagnussat.

### Ospiti

#### Prima edizione
- Eva Grimaldi
- Ramona Badescu
- Federica Moro
- Brigitta Boccoli
- Dong Mei
- Valentina Pace
- Samantha de Grenet
- Natalie Kriz
- Youma Diakite
- Simona Tagli
- Roberta Capua
- Manuela Arcuri
- Lucio Dalla
- Antonello Venditti
- Ivana Spagna
- Paolo Calissano

#### Seconda edizione
- Ilary Blasi
- Cristina Cellai
- Alessandra Epis
- Anna Falchi
- Manuela Arcuri
- Roberta Capua
- Flavia Vento
- Dong Mei
- Alessia Mancini
- Miriana Trevisan
- Massimiliano Rosolino
- Gloria Bellicchi
- Raz Degan
- Pietro Grasso
- Raf
- Paul Young
- Gigi D'Alessio

#### Terza edizione
- Vanessa Kelly
- Pooh
- Irene Grandi

#### Quarta edizione
- Francesca Senette
- Ilaria De Blase

#### Quinta edizione
- Costantino Vitagliano
- Luca Barbareschi
- Andrea Roncato
- Marco Predolin
- Giorgio Mastrota
- Karim Capuano
- Nina Morić
- Antonella Mosetti
- Eleonora Benfatto
- Vanessa Gravina
- Raf
- Max De Angelis
- Neja
- Beppe Braida

## Edizioni
| Edizione | Messa in onda     | Conduzione      | Conduzione             | Conduzione             | Rete televisiva |
| -------- | ----------------- | --------------- | ---------------------- | ---------------------- | --------------- |
| 1        | 8 settembre 2000  | Massimo Giletti | Maria Grazia Cucinotta | Maria Grazia Cucinotta | Canale 5        |
| 2        | 9 settembre 2001  | Natalia Estrada | Federica Moro          | Federica Moro          | Rete 4          |
| 3        | 30 luglio 2002    | Valeria Mazza   | Emilio Fede            | Paolo Calissano        | Rete 4          |
| 4        | 31 agosto 2003    | Marco Liorni    | Emanuela Folliero      | Emanuela Folliero      | Rete 4          |
| 5        | 10 settembre 2004 | Sasà Salvaggio  | Emanuela Folliero      | Emanuela Folliero      | Rete 4          |

## Curiosità
- Nel 2000, per la prima edizione dell'evento, era prevista la presenza di Megan Gale, Adriana Karembeu, Martina Colombari e Valeria Marini, le quali, però, avrebbero chiesto un cachet troppo elevato e, di conseguenza, hanno rifiutato di prendere parte alla serata.